# Мусіївка (станція)
Мусі́ївка — вузлова сортувальна залізнична станція Криворізької дирекції Придніпровської залізниці на перетині двох ліній Кривий Ріг-Головний — Висунь та Мусіївка — Рядова між станціями Кривий Ріг-Західний (10 км) та Гейківка (12 км). Розташована на заході міста Кривий Ріг, у однойменному селищі Дніпропетровської області.

## Пасажирське сполучення
На станції зупиняються приміські електропоїзди західного напрямку станції Кривий Ріг-Головний.